# خط لوله باکو–سوپسا
خط لوله باکو-سوپسا، (به انگلیسی: Baku–Supsa Pipeline) خط لوله انتقال نفت خام بطول ۸۳۳ کیلومتر است، که از ترمینال سانگاچال در نزدیکی باکو، در جمهوری آذربایجان، آغاز شده و در ترمینال سوپسا، کشور گرجستان خاتمه می‌یابد. این خط لوله، توسط کمپانی بی‌پی احداث شده و نفت، میدان نفتی آذری-چیراگ-گونشلی را منتقل می‌نماید.